# Przełęcz pod Zadnią Kopą
Przełęcz pod Zadnią Kopą (słow. Močidlá) – wybitna przełęcz położona na wysokości ok. 1596 m n.p.m. znajdująca się w słowackich Tatrach Wysokich. Leży w ramieniu odchodzącym od Szerokiej Jaworzyńskiej na północny wschód. Oddziela ona Horwacki Wierch od Zadniej Kopy Jaworzyńskiej. Jest to jedna z ważniejszych przełęczy w grupie Szerokiej Jaworzyńskiej, ponieważ prowadzi przez nią ważna droga łącząca Dolinę Białki z Doliną Jaworową (dalej przez Suchą Przełęcz Jaworową). Przełęcz pod Zadnią Kopą leży w strefie rezerwatu ścisłego obejmującego Dolinę Szeroką Jaworzyńską.
Pierwsze wejście, podobnie jak i na inne pobliskie obiekty, jest autorstwa anonimowego myśliwego, gdyż rejony te były popularnym terenem kłusowniczym. Pierwszego turystycznego wejścia zimowego na jej siodło przy przejściu granią dokonał Gyula Komarnicki 3 stycznia 1913 r.